# Storebælt
Storebælt er farvandet mellem Sjælland og Lolland på den ene, Fyn og Langeland på den anden side. Det er den midterste af de tre forbindelsesveje mellem Kattegat og Østersøen, og det benyttes fortrinsvis af skibe, hvis dybgang hindrer dem i at passere Øresund.

## Grænser
Storebælt begrænses mod nord af en linje mellem Røsnæs og Fynshoved, mod syd af en linje mellem Langelands sydspids Dovns Klint og Ålehoved på Lolland. Det adskilles fra farvandet syd for Fyn ved en linje mellem Thurø og Næshoved på Langeland, fra Smålandsfarvandet ved en linje fra Korsør over vestsiden af Egholm, Agersø og Omø til østpynten af Onsevig på Lolland.

## Langelandsbæltet
Langelandsbæltet er navnet på den sydlige del af Storebælt, syd for en linje mellem Hov, Langelands nordpynt, og Omø vestpynt. Ved Østerrenden forstås løbet mellem Sprogø Østrev og Halskov Rev, ved Vesterrenden løbet mellem Sprogø Vestrev og Knudshoved.

## Indskæringer, fjorde, bugte og vige
På Sjællands kyst er følgende store indskæringer: Kalundborg Fjord, der går ind mellem halvøerne Røsnæs og Asnæs, Jammerland Bugt mellem Asnæs og Reersø, Musholm Bugt mellem Reersø og Halsskov. Indskæringer i Lolland er: den lille Onse Vig på øens nordside og Nakskov Fjord med Taars Vig på vestsiden, nord for den lave halvø Albuen. Indskæringer i Fyn er: Kerteminde Bugt, mellem Stavreshoved og Risinghoved, og Nyborg Fjord, vest for halvøen Østerø, hvis østligste pynt er Knudshoved. I syd ligger følgende øer: Romsø ved Fyns kyst, ca. 5 km nordøst for Stavreshoved, skilt fra Fyn ved Romsø Sund, Musholm ud for den nordlige del af Musholm Bugt, ca. 4 km syd for Reersø, Sprogø midt i bæltet mellem Halskov og Knudshoved, Egholm, Agersø og Omø ved grænsen til Smålandsfarvandet, Thurø ud for Fyns sydøstpynt og skilt fra denne ø ved Skaarupør Sund, samt endelig den lille Vensholm på landflakket mellem Onse Vig og Nakskov Fjord.

## Rev og grunde
Rev strækker sig ud fra halvøerne Røsnæs, Asnæs og Halsskov samt fra Sprogø såvel mod øst som mod vest. I syd findes mange grunde, af hvilke her skal nævnes de vigtigste. Lysegrunde med 5 m vand ud for Jammerland Bugt, Elefant Grund med 3 m omtrent midt mellem Reersø og Romsø, Ryggen med 5½ m på 1/3 af afstanden fra Fyns Hoved til Asnæs. Fra ryggen sydefter langs Fyns kyst til Romsø ligger følgende grunde med 6 à 7 m vand: Stubberup Knold, Romsø Tue, Polyphem og Torskepladen. Ud for Musholm Bugt ligger Slettings Grund med 4½ m. Fra Langelands vestkyst strækker sig en ca. 2 km bred, undersøisk ryg nord over. Denne ryg, der har flere dybe gennemskæringer, er oversået med grunde og puller, og på den ligger 3 små holme, nemlig Vresen, Langesand og Smørstakken. Broen er navnet på et flak, der strækker sig fra Hov mod nordøst, og på enden af hvilket ligger den for store skibe farlige Vengeance Grund med mindste dybde af 6 m. Ud for Lollands vestkyst ligger et flak, hvorpå findes flere puller, Albu Triller, mens Landgrunden øst for Langeland er smal og har flere små grunde: Tetens Grund, Snøde Rev og Nebble Revler, der dog ikke strækker sig over 1 km ud fra kysten. Af puller skal endelig nævnes: Puller vest for Asnæs, Romsø puller og Rønnen ud for Romsø, Sprogø puller, Dronning Maries puller og Vresens puller mellem Sprogø og Vresen.
Dybdeforholdene i syd er på de fleste steder i høj grad vekslende; men der er få farvande, hvor loddet, benyttet med Omsigt, kan give bedre vejledning for sejladsen i tåge, og hertil bidrager væsentlig den forsænkning, der hedder Dyberende, som med 30 m's dybde og derover, indtil 60 m, næsten uden afbrydelse strækker sig på langs gennem hele bæltet.

## Strømforhold
Strømforholdene er meget indviklede og uregelmæssige. Den nordgående strøm er fremherskende med alle vinde fra nordnordøst gennem øst og syd til vestsydvest; den sydgående kun med vinde mellem vest og nordnordøst; særlig giver vind fra nordvest så godt som altid rask sydgående strøm. Den nordgående strøm løber dog sjældent i hele bæltets bredde; ofte løber den i den ene side af bæltet og sydgående strøm i den anden side; til andre tider løber den nordgående strøm på begge sider af bæltet, mens der samtidig løber modsat strøm på en smallere eller bredere strækning i midten. Strømmens retning påvirkes meget af de stedlige forhold, men hovedstrømmen følger i almindelighed Dyberende. Strømmens hastighed kan nå op til ca. 3 knob, selv under tilsyneladende rolige forhold.

## Storebæltsforbindelsen
Storebæltsforbindelsen forbinder Fyn (Nyborg) med Sjælland (Korsør) via Sprogø og erstatter de tidligere bil- og jernbanefærger.
Biltrafikken ledes udelukkende over bro. Det vil sige en lavbro mellem Fyn og Sprogø, og fra Sprogø til Sjælland via en hængebro.
Togtrafikken afvikles ligeledes over en lavbro mellem Fyn og Sprogø, men fortsætter fra Sprogø til Sjælland via en tunnel i undergrunden mellem de 2 landsdele.

## Øer i Storebælt
- Agersø
- Omø
- Romsø
- Sprogø

55°20′N 11°00′Ø / 55.333°N 11.000°Ø